# Powiat Sōma
Powiat Sōma (jap. 相馬郡 Sōma-gun) – powiat w Japonii, w prefekturze Fukushima. W 2024 roku liczył 8402 mieszkańców.

## Miejscowości
- Shinchi
- Iitate